# Campo Alegre
Campo Alegre este un oraș în statul Alagoas (AL) din Brazilia.